# هیتلا
هیتلا (به عربی: هیتلا) یک منطقهٔ مسکونی در لبنان است که در شهرستان عکار واقع شده‌است. هیتلا ۲٫۴۰ کیلومتر مربع مساحت و ۷۱۲ نفر جمعیت دارد و ۲۳۰ متر بالاتر از سطح دریا واقع شده‌است.